# Судан на літніх Олімпійських іграх 1984
Судан брав участь у Літніх Олімпійських іграх 1984 року у Лос-Анджелесі учетверте, бойкотувавши дві попередні. Країну представляло 7 спортсменів у 2 видах спорту (бокс і легка атлетика), проте жоден із них не завоював медалі. Прапороносцем був Абдул аль-Лаліф.